# Nebulosa de la Carabassa
La nebulosa de la Carabassa, coneguda també com a nebulosa de l'Ou Podrit o pel seu nom tècnic OH 231.84 +4.22, és una nebulosa protoplanetària situada a la constel·lació de la Popa. Rep el nom de nebulosa de la Carabassa per la seua peculiar forma. L'altre àlies, nebulosa de l'Ou Podrit, al·ludeix a la gran quantitat de compostos sulfurosos presents en ella, la qual cosa produiria una desagradable olor si es pogués estar allí per comprovar-ho. Té aproximadament 1,4 anys llum de llarg i es troba en el cúmul obert M46, a uns 5.000 anys llum de distància. (Agència Espacial Europea)
La nebulosa es compon fonamentalment de gas expulsat per l'estel central i posteriorment accelerat en direccions oposades. El gas ha aconseguit enormes velocitats de fins a 1,5 milions de km/h. La major part de la massa estel·lar es troba ara en aquestes estructures bipolars de gas.
Un equip d'astrònoms espanyols i americans, utilitzant el telescopi espacial Hubble, ha estudiat com el doll de gas copeja contra el material que es troba al seu al voltant (en blau en la imatge). A causa de la gran velocitat del gas, l'impacte crea fronts de xoc que escalfen el gas. Encara que càlculs amb ordinador havien predit l'existència i estructura d'aquests xocs des de fa temps, observacions prèvies no havien pogut demostrar aquesta teoria. En color groc apareix el gas que flueix des de l'estel a gran velocitat. Una ampla banda de gas i pols oculta l'estel central. Aquest és una variable Mira que rep el designador variable QX Puppis.
La major part del gas que s'observa ara sembla haver estat sobtadament accelerat fa només uns 800 anys. Els astrònoms creuen que en altres 1000 anys la nebulosa es convertirà en una nebulosa planetària plenament desenvolupada.